# Танцуй в последний раз
«Танцуй в последний раз» — песня, написанная российским исполнителем Ромой Кенга и записанная российской поп-группой «Винтаж» для их четвёртого студийного альбома Very Dance (2013). Спродюсированная Кенга композиция должна была стать третьим синглом из нового альбома, но была заменена песней «Свежая вода».
На композицию был снят видеоклип, работа над которым велась в Киеве, а режиссёром выступил Сергей Ткаченко. Видео было представлено 25 октября 2012 года на канале Ello видеохостинга YouTube и было раскритиковано за пропаганду пьянства за рулём и в целом нецензурное содержание.
В 2014 году композиция вошла в альбом Ромы Кенга, Off. В отличие от версии Very Dance, второй куплет был исполнен самим Ромой Кенгой

## Предыстория и релиз
Идея записать совместную песню группы и исполнителя появилась в начале 2012 года, когда «Винтаж» объявили, что будут записывать альбом из композиций, написанных сторонними авторами. Рома Кенга написал для коллектива песню, а также выступил её саунд-продюсером. «Мы давно пересекались на концертных площадках, общались на разных мероприятиях и тут нас осенило, что мы за всё это время не сделали ни одного дуэта. Мы все работаем в танцевальной музыке и по сути делаем похожий материал, но под разных углом, поэтому этот эксперимент нам показался очень интересным и необычным», — рассказывал исполнитель. В ответ на сотрудничество «Винтаж» подарили Кенга песню «Наш бой окончен».
«Танцуй в последний раз» была представлена в конце октября и сообщалось, что песня станет новым синглом из альбома Very Dance. Выпуск сингла в радиоротацию был запланирован на начало ноября 2012 года. Анна Плетнёва прокомментировала подготовку к релизу: «Уже совсем скоро мы выпустим обещанный альбом, думаем, что во второй половине ноября. Мы пошли на большой эксперимент и уверены, что обновленное звучание нашей группы вам оказалось близко сердцу и слуху. Нашей последней большой работой в рамках этого проекта стала совместная песня с нашим давним другом Ромой Кенга». 25 октября был представлен видеоклип на композицию, однако она так и не была выпущена в широкую ротацию; вместо неё новым синглом стала песня «Свежая вода». 11 ноября «Танцуй в последний раз» попала в ротацию на Love Radio, одновременно с новым синглом.

## Реакция критики
На сайте «МирМэджи» композиция получила негативный отзыв, где её называли самой неудачной в альбоме Very Dance. В МИА «Музыка» «Танцуй в последний раз» также получила отрицательный отзыв. В издании песню назвали «сомнительной» работой и писали: «Трек был выпущен в качестве сингла, но особой популярностью похвастать он не может. И это не странно, ведь примитивность и скучность музыкальных решений, собственно как и стихотворной части трека, поражает».

## Музыкальное видео

### Съёмки и сюжет
Режиссёром клипа стал ещё один наш давний друг Сергей Ткаченко, ну а местом мы выбрали Киев. По сценарию я с Ромой еду на американской машине 1953 года на бешеной скорости, гоню, как в последний раз. К слову, во время съёмок все переживали за нашу безопасность, ведь у машины даже тормоз барахлил, особенно было забавно видеть в конце съемок взмокшего от страха Рому.
Для продвижения нового альбома группа сняла видеоклип на композицию, съёмки которого проходили в Киеве. Режиссёром выступил Сергей Ткаченко. По сюжету клипа Анна Плетнёва «гоняет» по Киеву в ретро-автомобиле 1953 года выпуска. Рома Кенга также принял участие в съёмках и ему досталась роль «трупа», который везёт с собой в машине певица. При съёмках выяснилось, что у автомобиля неполадки с тормозами, из-за чего Кенга получил травму: «Думаю, Аня вполне способна на те жесткие действия и поступки, которые совершает её героиня в клипе. Я рад, что отделался одной шишкой на голове, и мои руки и ноги целы. День съемок теперь буду считать моим вторым Днём рождения! Такого выброса адреналина в моем организме не было давно…», — рассказывал исполнитель. Плетнёва говорила, что новый клип, из-за своего нецензурного содержания, можно считать «наглядным пособием всего, что нельзя показывать в соответствием с новым законом об информации для детей» и отмечала, что жизнь может быть намного суровее того, что показывают на экране. Певица отмечала, что не боится запрета к показу ролика, так как ранее такие ситуации с группой уже происходили и отмечала, что в этом случае обратится в Госдуму с предложением добавить ещё одну зрительскую категорию — 25+.

### Релиз и обзоры
24 апреля 2012 года стало известно о съёмках клипа и в интернете были выложены видео со съёмочной площадки. На сайте Hotperchik.ru писали: «Хотелось бы конечно услышать больше сам трек. Там местами конечно есть маленькие фрагменты из песни. И звучат они очень даже не плохо! Скорей всего клип уже очень скоро появится в интернете». Однако релиз видеоклипа прошёл только в конце октября. С 4 декабря клип был включён в ротацию на телеканале Европа Плюс ТВ.
На сайте Europopped.com критиковали видео за пропаганду пьянства за рулём и описывали его, как «дикое». На сайте отмечали, что в клипе «Анна пьёт. Анна ведёт. Анна курит. Анна пытается поцеловать, трахнуть и изнасиловать своего мёртвого бойфренда (Рому Кенга) в автомобиле. Вот только ничего не выходит… Советуем посмотреть это новое дикое видео, которое выглядит так, как будто снято в Нью-Джерси, хотя съёмки проходили в России». В журнале «КиевБизнес» наоборот писали, что в клипе нет пропаганды курения, алкоголя и вождения в пьяном и отмечали, что «это лишь дополнение к образу героини Плетнёвой, её эмоции. Преобладающие красные цвета также передают настроение клипа. Лес, дорога, тачка, плёнка „под старину“ — всё идеально сделано!».

## Участники записи
- Рома Кенга — автор, продюсер, аранжировка, вокал (В версии альбома Off)
- Анна Плетнёва — вокал
- Алексей Романоф — бэк-вокал

## Чарты
| Страна/территория (Чарт)    | Высшая Позиция |
| --------------------------- | -------------- |
| (Красная звезда. Видеочарт) | 76             |